# Repentance
Repentance is een compositie van Sofia Goebaidoelina.
Goebaidoelina had in 2008 het werk Ravvedimento geschreven voor de combinatie cello en gitaarkwartet. Ze kreeg daarna het verzoek van leden van de San Francisco Symphony voor een nieuw werk. Ze had daar echter geen tijd voor. Ze bewerkte Ravvedimento om tot een werk voor cello, gitaartrio en contrabas. In plaats van de oorspronkelijke titel aan te houden, gaf ze het de nieuwe titel (spijt, berouw) verwijzend naar haar gebrek aan tijd. Alhoewel er puur gespeeld wordt op akoestische instrumenten laat Goebaidoelina de instrumenten zodanig bespelen zodat het idee van elektroakoestische muziek opdoemt. In een van de gitaarpartijen wordt een bottleneckgitaar vereist. Ook schreef ze voor de gitaar "ricochet" voor, bij strijkinstrumenten het laten veren van de strijkstok op de snaren, bij de gitaar verwijst het naar het laten stuiteren van rubber balletjes op de snaren. 
Het werk kreeg haar wereldpremière in San Francisco op 22 februari 2009 en werd vervolgens een viertal keren uitgevoerd. Een uitvoering daarvan vond plaats in Groningen tijdens het Peter de Grote-festival in augustus 2010.